# Tondikiwindi
Tondikiwindi (auch: Tondichiouindi, Tondi Kiwindi, Tondikwindi) ist eine Landgemeinde im Departement Ouallam in Niger.

## Geographie
Tondikiwindi liegt nordöstlich der Regionalhauptstadt Tillabéri und grenzt im Norden an den Nachbarstaat Mali. Die Nachbargemeinden in Niger sind Banibangou und Dingazi im Osten, Ouallam im Süden sowie Anzourou, Gothèye und Inatès im Westen. Bei den Siedlungen im Gemeindegebiet handelt es sich um 141 Dörfer, 149 Weiler und 6 Lager. Der Hauptort der Landgemeinde ist das Dorf Tondikiwindi.
Die südliche Hälfte der Gemeinde ist Teil des Sahel, während die nördliche Hälfte zur Übergangszone zwischen Sahel und Sahara gerechnet wird.

## Geschichte

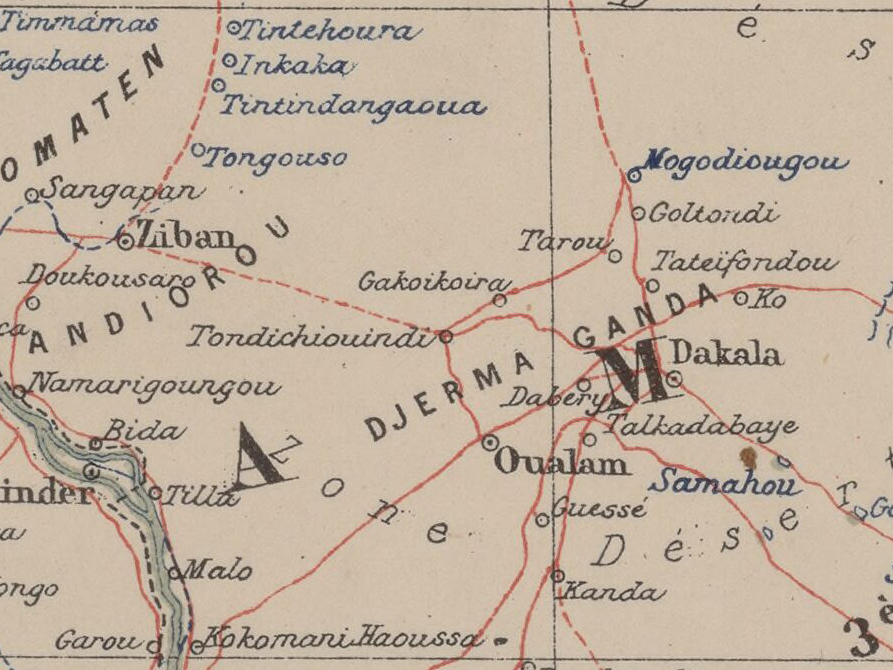
Ausschnitt einer Karte von 1903 mit Tondikiwindi (Tondichiouindi) im Zentrum

Tondikiwindi wurde im 19. Jahrhundert von Kallé gegründet, einer Untergruppe der Zarma, die in der Region mehrere Siedlungen schufen. Die französische Kolonialverwaltung richtete Anfang des 20. Jahrhunderts einen Kanton in Tondikiwindi ein und anerkannte den lokalen Herrscher Koureïzé Aliou als Kantonschef.

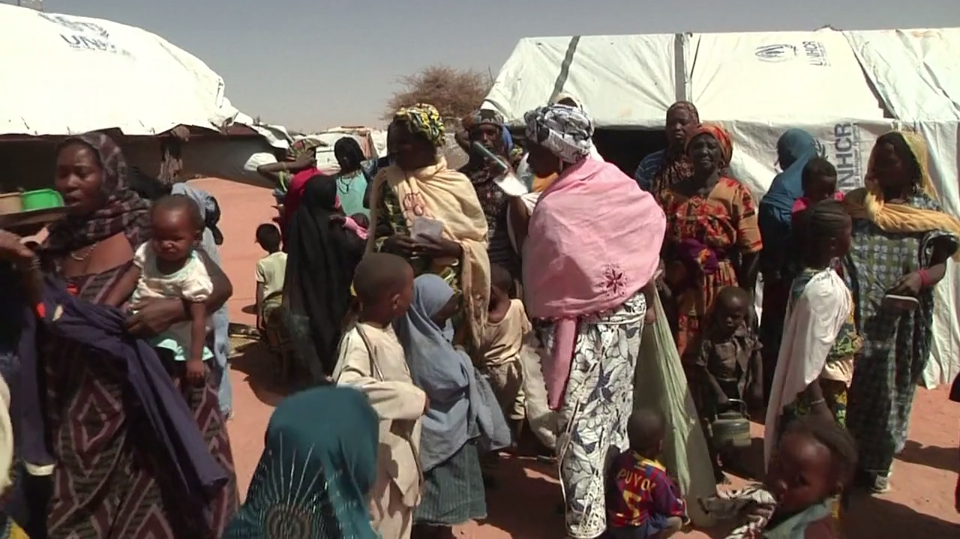
Flüchtlingslager Mangaïzé (2013)

Bei einer landesweiten Verwaltungsreform 2002 gingen die Landgemeinden Tondikiwindi und Banibangou aus dem aufgelösten Kanton Tondikiwindi hervor. Bei der Hungerkrise in Niger 2005 gehörte Tondikiwindi zu den am stärksten betroffenen Orten. Hier hatte die Bevölkerung weniger als eine Mahlzeit am Tag zur Verfügung. Infolge des Konflikts in Nordmali wurde im Mai 2012 in Mangaïzé ein Flüchtlingslager eingerichtet. Im Lager lebten im Oktober 2013 über 7000 Menschen, vor allem Tuareg aus der malischen Stadt Ménaka.
Bei einem Hinterhalt bei der Ortschaft Tongo Tongo im Gemeindegebiet von Tondikiwindi kamen am 4. Oktober 2017 jeweils vier Soldaten der Streitkräfte der Vereinigten Staaten und der Streitkräfte Nigers ums Leben. Der Vorfall löste eine Kontroverse in den Vereinigten Staaten aus. Im Dorf Tingara kam es zwischen November 2018 und Januar 2019 zu gewaltsamen Auseinandersetzungen zwischen zwei rivalisierenden Zarma-Gruppen. Am 14. Mai 2019 wurden bei einem Terrorangriff im Dorf Siwilli 27 Soldaten eines Militärkonvois getötet. Bei einem Angriff einer bewaffneten Terrorgruppe auf die Dörfer Tchioma Bangou und Zaroumbey Darey am 2. Januar 2021 wurden 100 Menschen getötet und 26 weitere verletzt. Bei einem weiteren Terrorangriff auf das Dorf Danga Zaouni und umliegende Weiler am 24. Juni 2021 wurden 19 Zivilisten getötet. Im Dorf Moto Gatta erschoss eine bewaffnete Gruppe am 28. Januar 2024 22 Menschen.

## Bevölkerung
Bei der Volkszählung 2012 hatte die Landgemeinde 111.490 Einwohner, die in 10.601 Haushalten lebten. Bei der Volkszählung 2001 betrug die Einwohnerzahl 77.272 in 7979 Haushalten.
Im Hauptort lebten bei der Volkszählung 2012 1440 Einwohner in 142 Haushalten, bei der Volkszählung 2001 934 in 96 Haushalten und bei der Volkszählung 1988 1428 in 117 Haushalten.
In ethnischer Hinsicht ist die Gemeinde ein Siedlungsgebiet von Zarma, Tuareg und Fulbe.

## Politik
Der Gemeinderat (conseil municipal) hat 25 gewählte Mitglieder. Mit den Kommunalwahlen 2020 sind die Sitze im Gemeinderat wie folgt verteilt: 7 MODEN-FA Lumana Africa, 7 PNDS-Tarayya, 4 AMEN-AMIN, 4 MNSD-Nassara, 2 MPR-Jamhuriya und 1 RPP-Farilla.
Jeweils ein traditioneller Ortsvorsteher (chef traditionnel) steht an der Spitze von 73 Dörfern in der Gemeinde.

## Kultur und Sehenswürdigkeiten
Im Dorf Tougfouni findet alljährlich eine Marabout-Versammlung zum Zweck der gemeinsamen Koranrezitation statt.

## Wirtschaft und Infrastruktur
Die Gemeinde liegt am Übergang der Zone des Agropastoralismus des Südens zur Zone der reinen Weidewirtschaft des Nordens. Im Dorf Mangaïzé wird ein Viehmarkt abgehalten. Der Markttag ist Donnerstag. In den 1980er Jahren wurde im Hauptort eine Getreidebank etabliert. 99 % der Bevölkerung von Tondikiwindi wurden 2011 in einer Studie der französischen Nichtregierungsorganisation ACTED als arm oder sehr arm eingestuft. Mehr als 66 % der Einwohner hatten keinen Zugang zu Latrinen in der näheren Umgebung.
Gesundheitszentren des Typs Centre de Santé Intégré (CSI) sind im Hauptort sowie in den Siedlungen Céwane, Garbey Fondo, Mangaïzé, Taroum, Tchioma Bangou und Tondi Koirey vorhanden. Der CEG Tondikiwindi und der CEG Mangaïzé sind allgemein bildende Schulen der Sekundarstufe des Typs Collège d’Enseignement Général (CEG). Beim Centre de Formation aux Métiers de Tondikiwindi (CFM Tondikiwindi) handelt es sich um ein Berufsausbildungszentrum. Mangels entsprechender baulicher Infrastruktur findet der Schulunterricht im Hauptort und in Mangaïzé in Strohhütten statt.
Durch die Gemeinde verläuft die 294,7 Kilometer lange Nationalstraße 24 zwischen der Hauptstadt Niamey und der Staatsgrenze zu Mali. Im Hauptort zweigt die 27,2 Kilometer lange Landstraße RR6-003 nach Mangaïzé von der Nationalstraße 24 ab. Das Dorf Kokaïna ist über die 2,1 Kilometer lange Route 650 mit der Landstraße RR6-003 verbunden.